# Internationale humanitäre Ermittlungskommission
Die Internationale humanitäre Ermittlungskommission (International Humanitarian Fact-Finding Commission, IHFFC oder deutsch IHEK) ist ein seit 1991 ständig bestehendes völkerrechtliches Organ mit Sitz in der schweizerischen Stadt Bern, dessen Hauptaufgabe die unparteiische Untersuchung von Vorwürfen zu schwerwiegenden Verstößen gegen das humanitäre Völkerrecht ist. Darüber hinaus soll die Kommission zum Respekt gegenüber den Genfer Konventionen und deren Zusatzprotokoll I beitragen, indem sie den Vertragsparteien ihre Unterstützung anbietet, so zum Beispiel durch Vorschläge an die an einem Konflikt beteiligten Parteien zur Verbesserung der Einhaltung der Abkommen und durch Schlichtung von Differenzen deren Auslegung betreffend. Die Rechtsgrundlage für die Etablierung der Kommission ist Artikel 90 des Zusatzprotokolls vom 8. Juni 1977 zu den Genfer Abkommen vom 12. August 1949 über den Schutz der Opfer internationaler bewaffneter Konflikte.

## Kompetenz und Aufgaben
Die Anerkennung der Kompetenz der Kommission durch ein Land erfolgt durch eine Erklärung, die unabhängig vom Beitritt zum Zusatzprotokoll I abzugeben ist. Dabei ist sowohl eine ständige Anerkennung als auch eine auf einen bestimmten Konflikt beschränkte Anerkennung möglich. Wie der Beitritt zu den Genfer Abkommen und ihren Zusatzprotokollen ist auch die Erklärung zur Anerkennung der Kompetenz der Internationalen humanitären Ermittlungskommission an den Schweizer Bundesrat in seiner Rolle als Depositar der Genfer Abkommen zu richten. Die Einrichtung der Kommission als ständiges Organ erfolgte 1991 nach der Anerkennung durch 20 Vertragsparteien. Im März 1992 fand die konstituierende Sitzung statt, und am 8. Juli 1992 nahm die Kommission nach Verabschiedung entsprechender Verfahrensregeln ihre ständige Arbeit auf.
Die Kommission besteht aus 15 Personen, die für die Dauer von fünf Jahren durch die Staaten gewählt werden, welche die Kompetenz der Kommission anerkennen. Eine mehrfache Wiederwahl ist möglich. Die Mitglieder der Kommission sind unabhängig von ihren Heimatländern aktiv. Eine ausgewogene Repräsentation aller Weltregionen bei der Besetzung wird angestrebt. Die Tätigkeit der Kommission bei der Untersuchung von möglichen schwerwiegenden Verstößen gegen die Genfer Abkommen ist rein investigativer Natur. Eine rechtskräftige Verurteilung von Staaten oder Individuen beziehungsweise andere juristische Aktivitäten gehören nicht zu den Aufgaben der Kommission. Auch Untersuchungen von minderschweren Verstößen sind nicht Teil ihrer Arbeit.
Aus Deutschland ist seit 2012 Thilo Marauhn Mitglied der Kommission. Aus der Schweiz gehört seit 2006 Gisela Perren-Klingler der Kommission an, seit 2012 fungiert sie zudem als Präsidentin. Ehemalige Mitglieder sind unter anderem Michael Bothe (2001–2011) aus Deutschland, Erich Kussbach aus Österreich und Marcel Dubouloz (1991–2006) aus der Schweiz.

## Arbeitsweise
Anträge an die Kommission zur Aufnahme von Ermittlungen können nur durch Staaten gestellt werden, die ihre Kompetenz anerkannt haben. Diese Staaten müssen dabei nicht selbst an dem betreffenden Konflikt beteiligt sein. Die Kommission kann nicht auf eigene Initiative oder auf Anfrage von Privatpersonen, Organisationen oder anderen nichtstaatlichen Organen tätig werden. Die Untersuchungen werden in der Regel nicht durch die gesamte Kommission durchgeführt, sondern durch eine Kammer aus fünf gewählten Mitgliedern der Kommission und zwei temporär ernannten Ad-hoc-Mitgliedern. Dabei nominiert in der Regel jede am Konflikt beteiligte Partei eines dieser beiden Ad-hoc-Mitglieder. Kein Mitglied einer solchen Kammer soll Staatsangehöriger einer der am Konflikt beteiligten Länder sein. 
Im Zuge einer Untersuchung sind alle am Konflikt beteiligten Parteien berechtigt, Beweise vorzubringen oder Beweise der Gegenseite zu hinterfragen. Nach Abschluss der Untersuchungen erstellt die Kommission, basierend auf den Erkenntnissen der ermittelnden Kammer, einen Bericht, den sie an alle Konfliktparteien übermittelt. Dieser Bericht wird nur mit dem Einverständnis aller am Konflikt beteiligten Parteien für die allgemeine Öffentlichkeit freigegeben.
Finanziert wird die Tätigkeit der Kommission durch die Staaten, die ihre Kompetenz dauerhaft anerkennen, sowie durch freiwillige Beiträge. Im Falle einer Untersuchung erfolgt eine Vorfinanzierung aller daraus entstehenden Ausgaben durch das Land, das die Untersuchung beantragt hat. Bis zur Hälfte der Kosten werden in der Regel nach Abschluss der Untersuchung durch die jeweils andere Konfliktpartei zurückgezahlt. Andere Finanzierungsmodelle sind im gegenseitigen Einvernehmen möglich.

## Akzeptanz
Mit Stand vom November 2015 haben 76 Länder Erklärungen zur dauerhaften Anerkennung der Kompetenz der Kommission abgegeben, als bisher letztes Land St. Kitts und Nevis am 17. April 2014. Darüber hinaus haben einige Länder die Kompetenz der Kommission ad hoc während eines laufenden Konflikts anerkannt, so Kroatien am 11. Mai 1992, Bosnien-Herzegowina am 31. Dezember 1992 und Kolumbien am 17. April 1995. Trotzdem wurde bisher kein Antrag zur Aufnahme von Ermittlung an die Kommission gerichtet. Von tschetschenischen Behörden wurde ein Antrag auf der Basis der Annahme gestellt, dass Tschetschenien ein unabhängiger Staat und die militärischen Operationen Russlands somit ein internationaler Konflikt seien. Dieser Antrag wurde jedoch von der Kommission zurückgewiesen.
Die Schweiz hat am 17. Februar 1982 als viertes Land eine Erklärung zur Anerkennung der Kompetenz der Kommission abgegeben, Österreich am 13. August 1982 als sechstes Land und Deutschland am 14. Februar 1991 als 21. Land. Die ersten Länder waren Schweden am 31. August 1979, Finnland am 7. August 1980 und Norwegen am 14. Dezember 1981. Die zur Einrichtung der Kommission notwendige 20. Erklärung kam am 20. November 1990 von Kanada. Von den fünf ständigen Mitgliedern des UN-Sicherheitsrates sind Russland und Großbritannien Vertragsparteien.